# Могилёвский белорусский комитет
Могилёвский белорусский комитет, он же Белорусский Национальный Комитет (бел. Беларускі нацыянальны камітэт) — белорусская националистическая организация.

## История создания
31 марта 1917 года по инициативе М. Кохановича в квартире присяжного поверенного И. Реута состоялось организационное собрание кружка могилёвских белорусов-националистов.
Ставилась цель создания в Могилёве организации, которая должна разработать основы будущего строя независимой Белоруссии и её отношений с Россией, Польшей, Литвой.
Участники собрания решили принять участие в Съезде белорусских организаций и партий (Минск, июль 1917.) уполномочив на это от православных белорусов — М. Кохановича, от белорусов-католиков — настоятеля Могилёвского костёла Д. Лапошко.
15 апреля 1917 был создан Белорусский национальный комитет, известный как Могилёвский белорусский комитет. В его состав вошли Исаак Сербов, Дмитрий Довгялло и др.
Под руководством Комитета 19 сентября 1917 было проведено собрание учителей средних учебных заведений Западного края. Участники приняли резолюцию «о необходимости преподавания в народных классах белорусских губерний на белорусском языке». В высших начальных и средних учебных заведениях предлагалось ввести в качестве необязательного предмета изучение белорусского языка, истории Белоруссии, этнографии и географии края.
12 июля 1918 в Могилёве в зале губернского суда под руководством активистов Комитета было проведено собрание всех могилёвских общественных организаций. Присутствовало около 400 человек. Собрание абсолютным большинством голосов (2 против, 9 воздержавшихся) поддержало провозглашённую Белорусской Радой независимость Белоруссии.